# Федерико Гонзага
Федерико Гонзага, кардинал од Монферата (1540 — 21. фебруар 1565) је био италијански римокатолички кардинал и бискуп.

## Биографија
Члан династије Гонзага, Федерико је рођен у Мантови, Италија 1540. године. Био је постхумни син Федерика II Гонзаге, војводе од Мантове. Његова мајка је била Маргарита Палеолог. Био је синовац кардинала Ерколеа Гонзаге. Школовао се на Универзитету у Болоњи.
Папа Пије IV га је поставио за кардинала свештеника у конзисторији од 6. јануара 1563. године. Црвени шешир и титуларну цркву Санта Марија Нова (ђаконски ред подигнут за оно време  у статус титуле) добио је 4. марта 1563. године.
Дана 4. јуна 1563. године, постао је администратор бискупије Мантове, уз диспензацију јер није достигао канонску старост. Био је папски легат у Мантови 1564. године. Добио је титулу бискупа Мантове 16. октобра 1564. године, али никада није посвећен за бискупа.
Умро је у Мантови 21. фебруара 1565. године. Сахрањен је у катедрали у Мантови.